# Vier Fäuste und ein heißer Ofen
Vier Fäuste und ein heißer Ofen (Originaltitel: Carambola filotto… tutti in buca) ist eine Italowestern-Komödie, die Ferdinando Baldi als Fortsetzung von Vier Fäuste schlagen wieder zu 1974 inszenierte. In Deutschland lief der Film mit den beiden Bud Spencer/Terence-Hill-Lookalikes Cantafora und Smith, auf 84 Minuten gekürzt, 1975 in den Kinos.

## Inhalt
Während der letzten Tage des amerikanischen Bürgerkrieges werden auch Motorräder eingesetzt. Die zwei Tagediebe Toby und Butch werden auf ihrer Flucht vor einem Sheriff einer dieser Maschinen, deren Seitenwagen mit einem Maschinengewehr ausgestattet ist, habhaft – sie klauen sie der Armee. Dieses Gefährt erweckt auch das Interesse der Banditen Ward und EL Supremo. Die Armee kann das Motorrad zurückholen und Toby ins Gefängnis stecken. Als Offizier der Armee verkleidet, gelingt es Butch, ihn aber mitsamt dem motorisierten Untersatz zu befreien. Nun sind die Armee, der Sheriff, Ward, El Supremo und eine überkandidelte Dame namens Peabody hinter ihnen her. Die beiden Helden können alle gegeneinander ausspielen und stehen am Ende als Sieger da.

## Kritik
„Einmal angestoßen, nimmt das Chaos seinen Lauf, und niemand kann es aufhalten. Natürlich ist das imitative Gaunerduo erneut nicht sonderlich inspirierend und vollzieht seine Faxen auf Autopilot. Besonders peinlich einige cantaforesken Trinità-Geschicklichkeitsgags, die Terence Hill nicht wirklich vergessen machen.“

„Kläglicher Klamaukfilm mit pausenlosen Prügeleien als fader Aufguß einschlägiger Serienkost.“

„Blödsinniger Klamauk billigster Machart.“

## Hintergrund
Der Film ist die Fortsetzung von Vier Fäuste schlagen wieder zu aus dem Jahr 1974. 1975 erschienen mit Zwei irre Typen mit ihrem tollen Brummi und Wir sind die Stärksten zwei weitere Spielfilme mit Coby und Smith als Bud-Spencer- und Terence-Hill-Double, die aber keine Fortsetzungen der ersten zwei Filme sind. 1976 wurde Zwei irre Typen mit ihrem tollen Brummi mit Vier Fäuste – Hart wie Diamanten fortgesetzt, der ebenfalls der letzte Film der Reihe war.
Paul L. Smiths verkörperter Charakter wird von Wolfgang Hess, langjähriger Synchronsprecher von Bud Spencer, gesprochen.
Filmlieder sind Coby and Len und Sky's motor bike, gesungen von Dream Bags.